# George Latimer
Pour les articles homonymes, voir Latimer.
George Latimer, né le 22 novembre 1953 à Mount Vernon (État de New York), est un homme politique américain. Membre du Parti démocrate, il siège à la Chambre des représentants des États-Unis depuis 2025.

## Biographie
Lors de la primaire démocrate dans le 16e district de l'État de New York le 25 juin 2024, il est soutenu notamment par l'American Israel Public Affairs Committee (AIPAC), un lobby pro-israélien qui appelle à voter contre le représentant sortant Jamaal Bowman, et l'emporte sur celui-ci. Le 5 novembre suivant, il est élu représentant avec 71,6 % des voix face à la candidate républicaine Miriam Levitt Flisser. Il entre en fonction le 3 janvier 2025.